# Struppa
Struppa (Strûppa in genovese) è un quartiere residenziale genovese della val Bisagno.
Comune autonomo fino al 1926, quando insieme ad altri diciotto comuni del Genovesato fu inglobato nel comune di Genova, per costituire la cosiddetta Grande Genova; nella ripartizione amministrativa del comune fu dapprima una delegazione e poi una circoscrizione. Nella nuova ripartizione in vigore dal 2005 fa parte del Municipio IV Valbisagno, insieme ai quartieri di Molassana e Staglieno.

## Geografia fisica

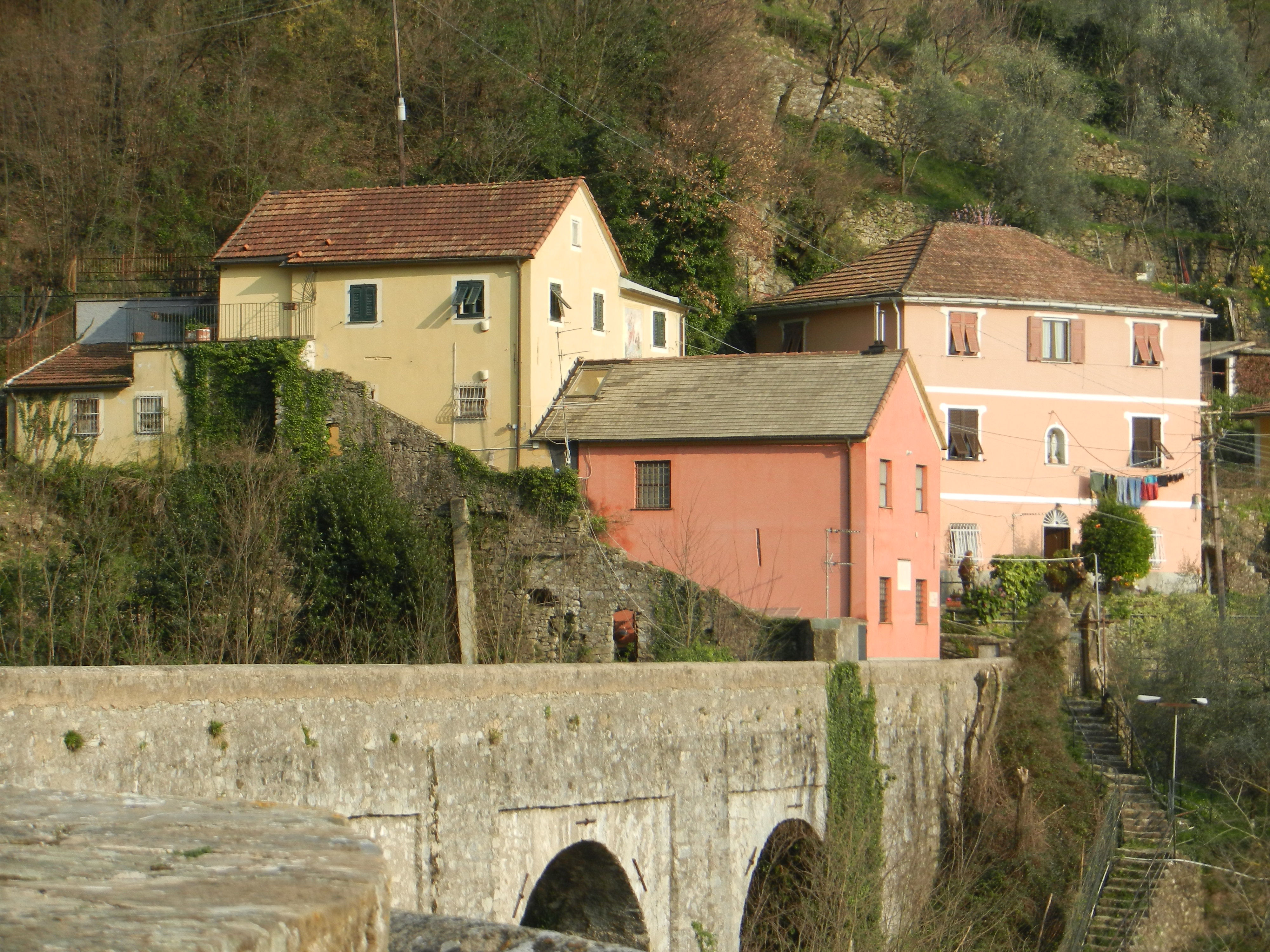
I mulini presso il rio Torbido

L'ex circoscrizione di Struppa, estesa per 19,13 km², di cui solo 3,72 urbanizzati, costituisce l'ultimo quartiere genovese della val Bisagno prima del comune di Bargagli ed è formata dalle unità urbanistiche Doria e Prato, che insieme hanno una popolazione di 9 463 abitanti (dato aggiornato al 31 dicembre 2022).
Oltre ai due principali abitati, posti nel fondovalle sulla sponda destra del Bisagno, a poca distanza uno dall'altro, l'area di Struppa comprende anche le frazioni collinari di San Siro, San Cosimo, San Martino e Aggio, situate sul versante destro della val Bisagno e Fontanegli, unico centro sul versante sinistro.

### Territorio
Struppa confina a levante con i comuni di Bargagli e Davagna, a nord con il comune di Montoggio, a ponente con i quartieri genovesi di Molassana e Sant'Eusebio, a sud-ovest con Quezzi, a sud con Bavari e Nervi.
La località è adagiata lungo il torrente Bisagno, in una conca fertile e soleggiata, compresa tra due restringimenti della valle: a monte quello al ponte della Paglia, a valle quello in corrispondenza dello sperone del Montanasco, al confine con l'area di Molassana, dove il torrente compie una decisa svolta verso sud. Struppa era un tempo famosa per i suoi prodotti agricoli, considerati tra i migliori della val Bisagno. Il territorio si estende su entrambi i versanti della valle, fino ai crinali che la dividono a nord dalla valle Scrivia e a sud dalla valle Sturla.

## Origini del nome
Il toponimo Struppa (originariamente Stroppa o Stropa), attestato a partire dal XV secolo, deriverebbe da "stroppa" (ramo flessibile di salice usato per legature), con riferimento alla conformazione del torrente Bisagno in questo tratto. Il toponimo Struppa è comunque poco usato nel linguaggio corrente, poiché il quartiere è normalmente identificato con i nomi delle due località principali, Doria e Prato.

## Storia

Antico stemma del comune Struppa

La zona di Struppa fu per secoli un importante crocevia di strade che da Genova e dal levante ligure portavano nell'entroterra.
Intorno all'anno 1000 il borgo di San Siro, con l'omonima chiesa, poi ricostruita nel XII secolo, era il centro non solo religioso ma anche amministrativo di una vasta tenuta vescovile, in pratica un vero e proprio feudo ecclesiastico, chiamata "Isola del Vescovo", che estendeva la sua giurisdizione su tutta la zona allora chiamata "Mollicciana": infatti fu solo dal XV secolo che Molassana e Struppa divennero entità amministrative distinte, per ritrovarsi poi entrambe inglobate nel comune di Genova nel 1926.
I borghi di San Cosimo e San Martino erano nel Medioevo posti su una delle vie che portavano in valle Scrivia, per cui vennero in essi costruite le chiese, con annesso ospitale di via, che diedero il nome alle località (San Cosimo, della cui chiesa primitiva resta il muro medioevale nel fianco settentrionale, e San Martino, di cui resta la base medioevale del campanile romanico).
(Agostino Giustiniani, Annali della Repubblica di Genova, 1537)
Come evidenziato dal testo del Giustiniani, nel Medioevo (ed ancora nel Cinquecento) gli abitati erano costituiti prevalentemente dagli antichi borghi collinari, allineati lungo le strade che dalla val Bisagno portavano in valle Scrivia e in val Trebbia mentre il fondovalle era scarsamente popolato, ed anche la strada proveniente da Genova correva a mezza costa, per evitare le piene del torrente. I vari centri contavano da 65 a 123 fuochi (famiglie), quindi da circa 300 a 600 abitanti. Degli attuali centri sul fondovalle, oggi i più popolati, Prato era abitato solo da 20 famiglie e Doria non esisteva ancora.
L'attività principale degli abitanti rimase per secoli quella agricola. Così il Casalis descriveva il comune di Struppa nella prima metà dell'Ottocento:
(Goffredo Casalis, Dizionario geografico, storico, statistico e commerciale degli stati di S.M. il Re di Sardegna, 1850)
Con il regio decreto-legge n. 74 del 14 gennaio 1926, nell'ambito della creazione della cosiddetta Grande Genova, il comune fu soppresso e aggregato con altri 18 a quello di Genova, la cui nuova entità amministrativa diventò operativa dal 1º luglio 1926.

## Monumenti e luoghi d'interesse

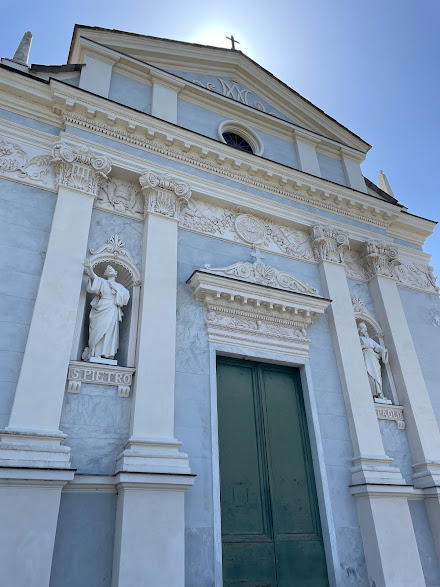
La chiesa parrocchiale di San Pietro nella località di Fontanegli

### Architetture religiose
- Chiesa di San Siro di Struppa. L'antichissima chiesa, esistente fin dall'Alto Medioevo, fu ricostruita nel XII secolo. Più volte rimaneggiata, è stata restaurata tra il 1921 e il 1963, ripristinando l'originario stile romanico.

- Chiesa parrocchiale di San Martino presso l'omonima località.

- Chiesa vecchia dei Santi Cosma e Damiano presso la località di San Cosmo.

- Chiesa nuova dei Santi Cosma e Damiano. La nuova chiesa di Prato fu costruita negli anni sessanta su un terreno donato allo scopo da alcuni benefattori fin dal 1931. La chiesa, costruita su progetto di Giuseppe e Riccardo Ginatta, fu benedetta dal cardinale Giuseppe Siri il 17 dicembre 1966 dopo sette anni di lavori; ha un'unica navata a pianta ovale e la volta a forma di carena rovesciata. Le decorazioni interne e le sculture sono opera dell'artista Aldo Bosco.

- Chiesa di Nostra Signora della Misericordia e San Giovanni Battista. La chiesa sorge all'interno della casa di riposo in località Doria. Fu costruita insieme allo stesso edificio quando nel 1909 fu deciso di trasferire in questa nuova sede l'antico "Ricovero di Mendicità di Paverano" già ospitato in un antico convento nel quartiere di San Fruttuoso. I lavori di costruzione del nuovo "Ricovero di Mendicità" (in seguito ribattezzato "Casa di Riposo di Genova") e dell'annessa chiesa terminarono nel 1911. La chiesa ha tre navate e conserva un altare barocco; la parrocchia ha giurisdizione sulla sola casa di riposo, attualmente in fase di ristrutturazione.

- Chiesa di Nostra Signora di Lourdes e San Giuseppe di Prato. Si trova nella località Canova, di fronte a Prato, sulla sponda sinistra del Bisagno. È una struttura architettonica molto semplice, eretta nel 1925 come cappella dipendente dalla parrocchia di S. Giorgio di Bavari, rettoria autonoma dal 1944 e parrocchia dal 1946.

- Chiesa parrocchiale di San Giovanni Battista nella frazione di Aggio. Citata per la prima volta in un documento del 1226, anche se probabilmente è molto più antica. L'attuale chiesa fu costruita nel 1613 per iniziativa di un alto funzionario della Repubblica di Genova con la collaborazione di molti abitanti del paese, che lavorarono gratuitamente alla costruzione. Fu eretta in parrocchia nel 1657 (o 1658, secondo altre fonti) dal card. Stefano Durazzo. Subì gravi danni da parte dei soldati austriaci durante la guerra del 1746. Prontamente restaurata, fu poi ampliata nel 1872.

- Chiesa parrocchiale di San Pietro nella località di Fontanegli, citata per la prima volta in un documento del 1198.

- Oratorio di San Giacinto nella località di Fontanegli. Di fronte alla parrocchiale di San Pietro, nel periodo natalizio ospita tradizionalmente presepi artistici che partecipano a un concorso indetto dagli "Amici della Confraternita di San Giacinto".

- Oratorio di San Rocco. Risalente al 1641, costruito per rasserenare la popolazione dopo la contesa per i terreni su cui era stato edificato l'acquedotto seicentesco genovese, fu attivamente utilizzato fino alla metà del 1900. Si trova sul percorso dell'acquedotto storico di Genova.

### Architetture civili

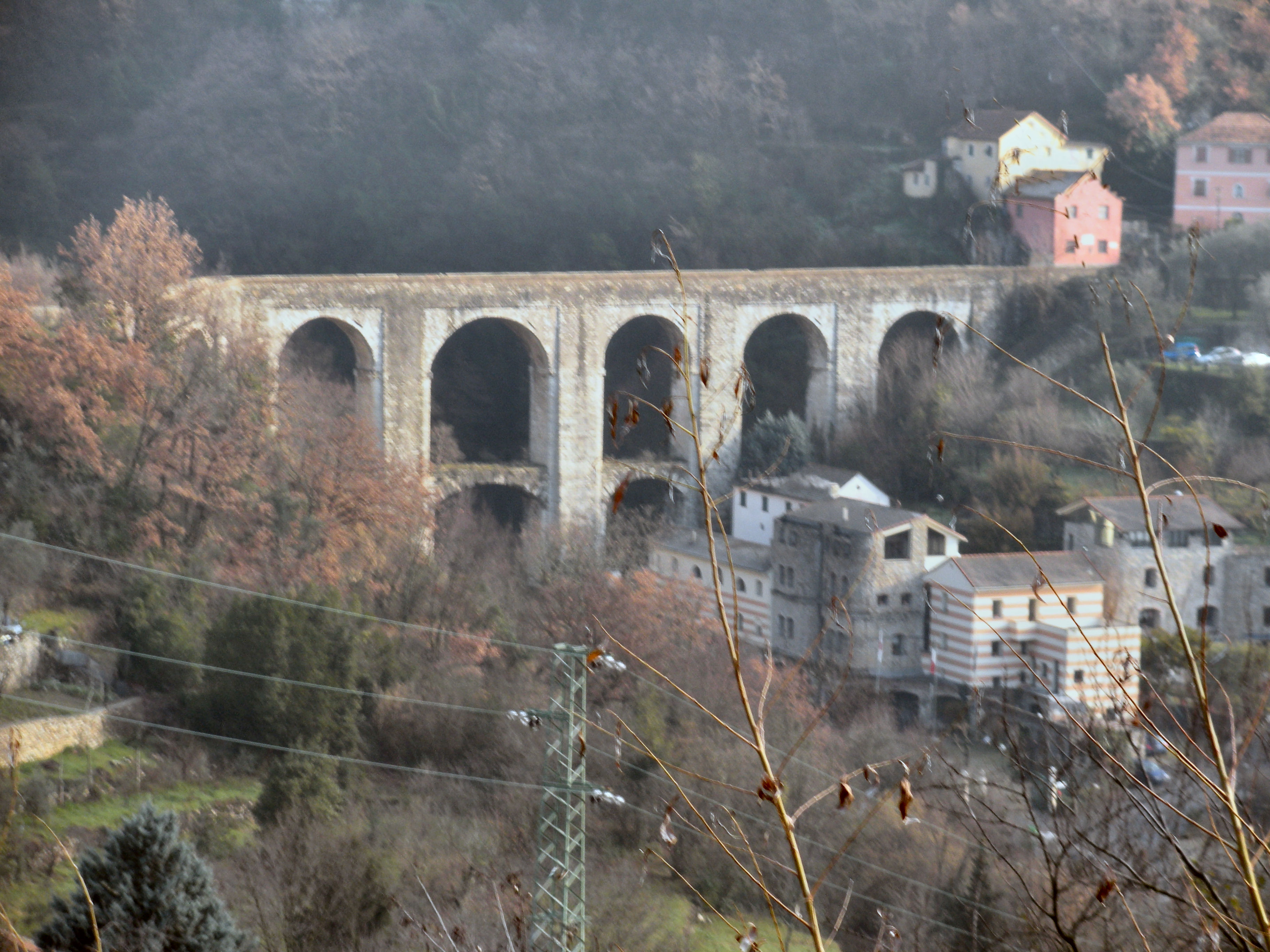
Il ponte-canale sul Rio Torbido

#### Acquedotto storico
(Goffredo Casalis, Dizionario geografico, storico, statistico e commerciale degli stati di S.M. il Re di Sardegna, 1850)
Il quartiere è attraversato dall'antico acquedotto che riforniva Genova, prelevando l'acqua del Bisagno poco a monte di Prato, nella località detta appunto "La Presa" (nel comune di Bargagli).
Nella zona di Struppa si trovano alcune imponenti strutture di questo acquedotto: oltre al ponte-canale di Cavassolo, sul torrente Canate, situato al confine con il comune di Davagna, citato dal Casalis, ne esiste un altro, anch'esso assai imponente, quasi nel centro del quartiere, sul torrente Rio Torbido, con sette arcate di circa 11m ciascuna ed un'altezza di 35m. L'acquedotto fra i due ponti percorre un lungo tratto in galleria.

## Società

### Gruppo Scout "Genova 23"
Il Gruppo scout AGESCI "Genova 23" ha sede in Via Lombardi 5A alla Canova, e dal 1989, anno della fondazione, si occupa di educare i bambini e i ragazzi che ne fanno parte secondo gli ideali e i valori tipici dello scautismo. 
Il Genova 23 ha un Branco di lupetti "Liana Gigante" che accoglie bambini/e di 8-11 anni, un Reparto "Dakota", formato da ragazzi/e di 12-15 anni e la branca R/S (Noviziato + Clan), che accoglie ragazzi/e di 16-21 anni, oltre alla Comunità Capi per gli adulti.

### GAU - Associazione Giovani Amici Uniti
L'Associazione Giovani Amici Uniti (acronimo GAU) è stata costituita nel 1965. la GAU svolge attività di Pubblica Assistenza ed anche attività sportive e ricreative. Attualmente ha sede nei nuovi locali di Piazza Suppini 4 a Prato.

## Geografia antropica

### Doria
Doria (in ligure a Doia), già sede municipale (4 335 abitanti) è situato in un'ampia conca sulla sponda destra del Bisagno, alla confluenza del torrente Rio Torbido, dominato dal ponte-canale dell'antico acquedotto.
Prende il nome da Antonio Doria che agli inizi del XVII secolo vi fece costruire una villa circondata da una vasta porzione di terreno. Dopo l'annessione a Genova, nella parte a valle di questa proprietà fu costruita una grande casa di riposo.
Il quartiere comprende sulla sponda sinistra un borgo detto Rosata (in ligure Rosâ), dove confluivano diverse vie, che passando per Bavari, collegavano la val Bisagno con il levante genovese.

### Prato
Prato (5 676 abitanti), adiacente a Doria, con cui forma oggi un unico abitato, occupa la grande piana vicina al ponte della Paglia, con il quale la SS 45 oltrepassa il Bisagno, proseguendo sulla sponda sinistra in direzione di Bargagli. Nei pressi del ponte si trova il capolinea degli autobus del servizio urbano genovese nella val Bisagno, mentre in passato vi era il termine della rete tranviaria di Genova.
A Prato nel 1922 nacque il celebre attore Vittorio Gassman, che qui visse i primi anni dell'infanzia, prima che con la famiglia si trasferisse a Roma.

### San Siro
L'antichissimo borgo di San Siro, si trova sopra la valletta del Rio Torbido, al crocevia tra la strada che attraverso Aggio e il valico di Creto portava a Montoggio, in valle Scrivia e quella che risaliva la Val Bisagno diretta in Val Trebbia.
Il borgo, formato dalle case raccolte intorno alla chiesa omonima, lungo la SP 13 "di Creto", dista 1,5 km da Doria, di cui costituisce oggi un quartiere collinare; nel Medioevo fu per lungo tempo centro non solo religioso ma anche amministrativo della zona, con giurisdizione, oltre che sull'area di Struppa, anche su quella di Molassana. Secondo la tradizione qui sarebbe nato San Siro, uno dei primi vescovi di Genova, intorno alla metà del IV secolo.

### San Cosimo
San Cosimo di Struppa è una frazione collinare (255 m s.l.m.), sede di un ospitale sull'antica via che da Prato portava a Montoggio attraverso il passo della Gola di Sisa (729 m s.l.m.) e la Val Noci. Prende il nome dalla chiesa-ospitale intitolata ai Santi Cosma e Damiano.
Le case della frazione sono sparse lungo l'antica via, quasi cancellata dall'espansione edilizia nella parte inferiore, ma ancora ben riconoscibile nella parte a monte dell'Acquedotto Storico.
Dal poggio sul quale sorge la chiesa, in località Scandoletto, si gode un'ampia vista sulla Val Bisagno e sui monti circostanti. La canonica annessa alla chiesa è forse parte dell'antico ospitale di via.

### San Martino
San Martino di Struppa è una frazione collinare (331 m s.l.m.), posta più a monte di San Cosimo sempre sulla stessa via del passo della Gola di Sisa e prende il nome dal santo al quale è intitolata la chiesa. Qui termina la carrozzabile che sale da Prato, e qui in tempi antichi si trovava l'ultimo ospitale per i viandanti prima della salita al passo.
Non trova riscontri l'ipotesi, avanzata da alcuni, secondo la quale una parte delle donne di Triora processate per stregoneria nel 1587-1588 furono confinate a San Martino, ipotesi basata solo sull'assonanza tra il termine bàzura (strega, nel dialetto della Valle Argentina) e il cognome "Bazora", citato su documenti di quel periodo conservati nel locale archivio parrocchiale.

### Aggio
Paese lungo la SP 13 per il valico di Creto.

### Fontanegli

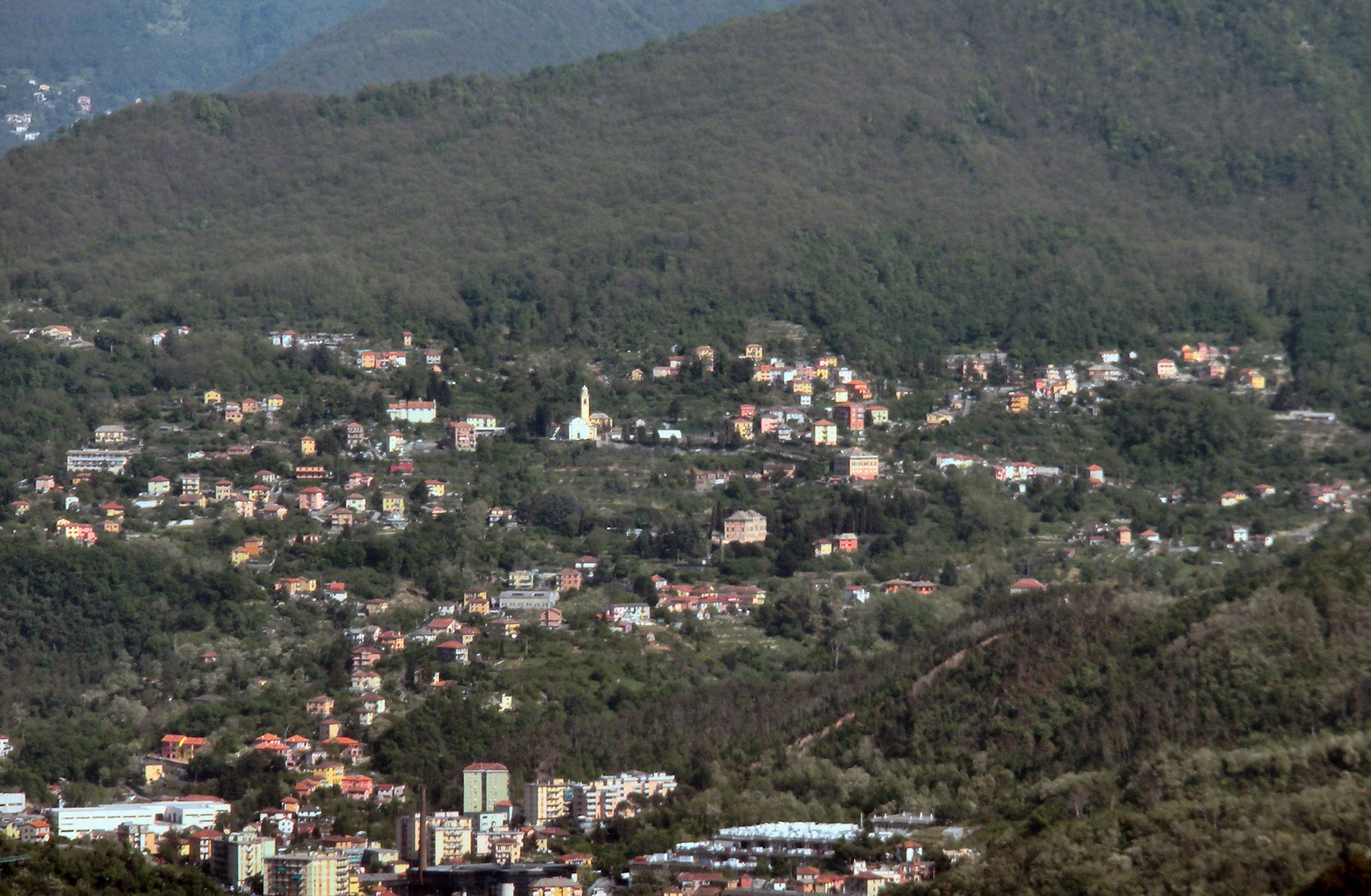
Panorama di Fontanegli

Fontanegli è un paese in collina sul versante sinistro della valle, un tempo frazione del comune di Bavari.
La ricchezza di sorgenti nella zona (da cui deriva il nome del paese), ne faceva un'importante tappa sull'antica via che attraverso la Sella di Bavari e la Valle Sturla collega la Val Bisagno con il levante genovese. Il percorso fino al valico offre un ampio panorama sulla Val Bisagno e sui monti contornati dai forti.
Nel paese esistono ancora tre antichi palazzi di villeggiatura: il settecentesco palazzo Ferretto, dipinto a strisce bianche e rosa, oggi casa di riposo per anziani, il secentesco palazzo Raggi, nei pressi della chiesa e più a valle il palazzo Centurione Thellung.

## Infrastrutture e trasporti

### Strade
Struppa si trova lungo la Strada statale 45 di Val Trebbia, che collega Genova a Piacenza attraverso il Passo della Scoffera. Questa strada, lunga e tortuosa, nel tratto ligure collega con Genova i comuni di Bargagli, Davagna, Torriglia e i centri dell'alta Val Trebbia; da Bargagli tramite una galleria (tunnel Bargagli-Ferriere) è possibile raggiungere i centri dell'alta Val Fontanabuona. Una strada urbana a scorrimento veloce, costruita negli anni ottanta, percorre la sponda sinistra del Bisagno, evitando l'attraversamento dei centri abitati di Molassana e Struppa e collegandosi con la ex SS 45 a Prato, tramite la galleria della Paglia, terminata tra il 2004 e il 2007.
Dalla località San Siro ha inizio la strada provinciale 13 "di Creto", che con numerosi tornanti collega la val Bisagno con la valle Scrivia, passando per Aggio e il valico di Creto.
Il casello autostradale più vicino è quello di "Genova-Est" (nel quartiere di Staglieno) sull'Autostrada A12, a circa 6 km da Struppa.

### Ferrovie
Non ci sono linee ferroviarie che percorrono la Val Bisagno; la stazione ferroviaria più vicina è quella di Genova Brignole, a circa 9 km da Struppa.